# Presbifagia
La presbifagia è la forma di disfagia dovuta ai processi fisiopatologici connessi con l'invecchiamento, anche in assenza di eziologia patologica nota.

## Eziologia
Le cause della presbifagia devono essere ricercate nel contesto fisiopatologico dell'invecchiamento. Si deve considerare infatti l'ipotrofia e la ridotta efficienza (connessa anche con possibile rigidità) della muscolatura della lingua, delle labbra, dell'orofaringe. Concorrono inoltre, l'atrofia della mucosa linguale ed orale, la scarsa salivazione, l'edentulia (è anche possibile un'incongruenza della protesi dentaria) e la perdita della sensibilità orale tattile, propriocettiva e gustativa (anche 10 volte inferiore rispetto al giovane adulto). Il deperimento e la demotivazione sono importati fattori da tenere in considerazione nell'approccio dell'anziano presbifagico.

## Profilo diagnostico
L'anamnesi (soggetto anziano) e l'esame obiettivo (soggetto psicoastenico, cachettico e disfagia) possono essere sufficienti per identificare la presbifagia. L'approccio alla diagnosi può essere quantificato mediante 2 test:
- Water swallow test (test dell'acqua), facendo ingerire al soggetto diverse quantità d'acqua a partire da 10 ml, avendo cura di osservare i tempi e i modi della deglutizione.
- Bedside Swallowing Assesment (BSA), per il quale si osserva il livello di coscienza, la presenza di secrezioni, disfonia, disartria, tosse volontaria o voce gorgogliante. Questo test assume un'importante rilevanza nei quantificare il livello di rischio.

Occorre inoltre la valutazione logopedica, al fine di stabile eventuale approccio terapeutico.
Esami strumentali come la videolaringoscopia (con prove di deglutizione) e la videofluoroscopia sono molto importanti per valutare lo stato di presbifagia.

## Dinamica e patogenesi
Il rallentamento della fase di formazione del bolo alimentare (mascicazione lenta ed inefficace), la scialorrea e l'incapacità di trattenere i prodotti della masticazione all'interno del cavo orale, sono i principali segni manifesti di presbifagia. Conseguentemente alle difficoltà di deglutizione, si possono manifestare episodi di aspirazione del cibo (con possibile soffocamento) e allungamento (con connesso affatigamento) del tempo di pasto.

## Profilo terapeutico
Le norme igienico-comportamentali come:
- Adeguata igiene orale (stimola la sensibilità e la salivazione)
- Garantire adeguato supporto (somministrare piccoli bocconi, invitare a schiarisci la gola dopo deglutiziono, invitare a rimuovere i residui di cibo con la lingua)
- Assunzione di cibi solidi, semi solidi o liquidi in relazione allo stato della presbiafagia
- Pasto con soggetto seduto e in posizione corretta
- Ambiente tranquillo
- Rispettare i tempi di deglutizione